# Dimitris Papanikolaou
Dimitris Papanikolaou (griechisch Δημήτρης Παπανικολάου, * 7. Februar 1977) ist ein ehemaliger griechischer Basketballspieler und aktueller Co-Trainer der griechischen Nationalmannschaft.

## Spielerkarriere
Dimitris Papanikolaou gehört zur Generation von griechischen Basketballspielern, die gegen Ende der 1990er Jahre international für Aufsehen sorgte. Nach einigen Erfolgen bei Jugendeuropameisterschaften war Papanikolaou Mitglied des U-19-Nationalteams, das 1995 ungeschlagen Weltmeister wurde und dabei u. a. deutlich die US-Amerikaner bezwang.
Seine Karriere begann der 2,02 m große Forward beim Athener Verein Asteras Neon Liosion. 1993 wechselte er zu Sporting Athen. Zwei Jahre später und nach dem Erfolg bei der U-19 WM unterschrieb er einen Vertrag bei Olympiakos Piräus. Nach einem kurzen Gastspiel bei Makedonikos wechselte er schließlich zu Panathinaikos Athen und gehörte somit zu den wenigen Spielern, die sowohl für Panathinaikos Athen als auch für dessen Erzrivalen Olympiakos Piräus auf Körbejagd gingen. Mit Panathinaikos konnte Papanikolaou vier Meisterschaften, drei Pokale und die EuroLeague gewinnen, ehe er 2007 zum Stadtrivalen AEK Athen wechselte.
Papanikolaou war bis zum Sommer 2005 fester Bestandteil der griechischen Nationalmannschaft und kam auf 131 Einsätze.

## Trainerkarriere
Im Januar 2012 übernahm Papanikolaou bei seinem ehemaligen Verein AEK Athen das Traineramt. Im Mai 2012 unterzeichnete er beim griechischen Erstligisten Ilisiakos Athen einen Vertrag. Seit 2013 ist er Co-Trainer der griechischen Nationalmannschaft.

## Erfolge
- Griechischer Meister: 1996, 1997, 2004, 2005, 2006, 2007
- Griechischer Pokalsieger: 1997, 2002, 2005, 2006, 2007
- Europapokal der Landesmeister: 1997
- EuroLeague: 2007
- U-16 Europameister: 1993
- U-19 Weltmeister: 1995

## Auszeichnungen
- Griechischer Slam Dunk Champ: 2000
- Teilnahmen am griechischen All Star Game: 1999, 2000, 2002, 2006, 2009
- Teilnahmen an Europameisterschaften: 1997, 1999, 2001, 2003
- Teilnahme an Weltmeisterschaften: 1998
- Teilnahme an Olympischen Spielen: 1996, 2004
- All-Star Third Team bei der EM 1997
- Teilnahmen an der U-16 Europameisterschaft: 1993
- Teilnahmen an der U-19 Weltmeisterschaft: 1995
- Sieger im Slam Dunk Contest des griechischen All-Star-Games: 2001